# Colasposoma apicipenne
Colasposoma apicipenne là một loài bọ cánh cứng trong họ Chrysomelidae. Loài này được Tan miêu tả khoa học năm 1983.